# جتژخووو
جتژخووو (به لهستانی:  Dzietrzychowo) یک روستا در لهستان است که در گمینا سنپوپول واقع شده‌است. جتژخووو ۴۴۲ نفر جمعیت دارد.